# Primo ministro della Malaysia
Il Primo Ministro della Malaysia (in malese Perdana Menteri Malaysia; in Jawi: ڤردان منتري مليسيا‎) è il capo del governo federale malese. Il Primo Ministro viene nominato dallo Yang di-Pertuan Agong, che sceglie un membro del Parlamento (MP) che, a suo giudizio, è in grado di ottenere la fiducia della maggioranza dei parlamentari. Solitamente, il ruolo è ricoperto dal leader del partito che ha ottenuto il maggior numero di seggi alle elezioni generali.
Dopo la formazione della Malaysia il 16 settembre 1963, Tunku Abdul Rahman, primo ministro della Federazione della Malesia, divenne il primo primo ministro della Malaysia.

## Conferimento dell'incarico

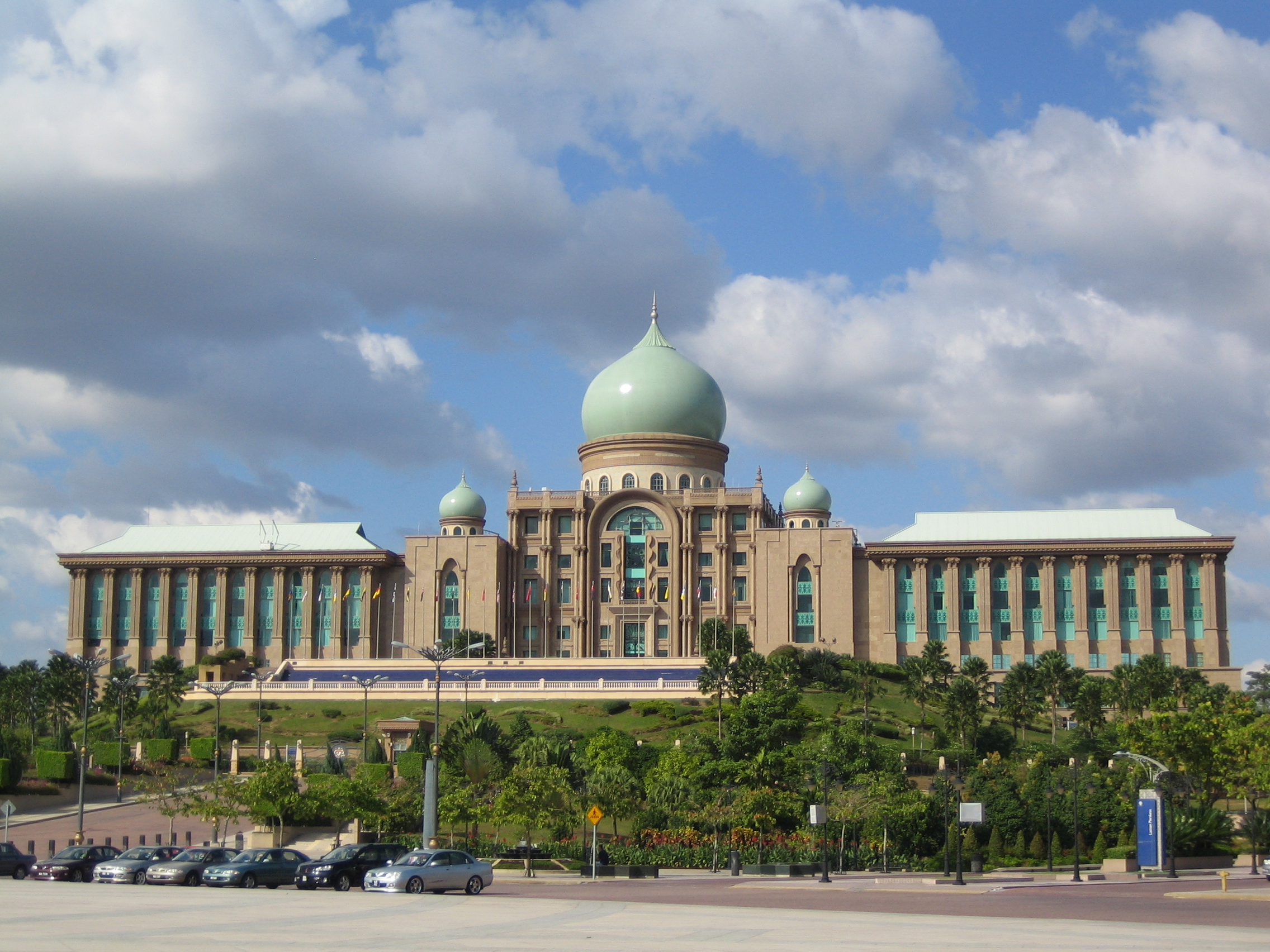
L'ufficio del primo ministro a Perdana Putra, Putrajaya

Secondo la Costituzione federale, lo Yang di-Pertuan Agong nomina il primo ministro, che assume la guida del Consiglio dei ministri. Il primo ministro deve essere un membro del Dewan Rakyat (Camera dei rappresentanti) e, a giudizio di Sua Maestà, deve godere della fiducia della maggioranza dei membri di tale Camera. La carica può essere ricoperta solo da un cittadino malese per nascita, escludendo chi ha acquisito la cittadinanza tramite naturalizzazione o registrazione.
Sempre su consiglio del primo ministro, lo Yang di-Pertuan Agong nomina anche gli altri ministri, scelti tra i membri del Dewan Rakyat o del Dewan Negara (Senato).
Prima di entrare ufficialmente in carica, il primo ministro e i membri del suo gabinetto devono prestare e sottoscrivere il giuramento di fedeltà e segretezza dinanzi allo Yang di-Pertuan Agong. Il Consiglio dei ministri risponde collettivamente al Parlamento della Malesia e i suoi membri non possono detenere altri incarichi retribuiti né essere coinvolti in attività imprenditoriali o professionali che possano generare un conflitto di interessi. Il Dipartimento del Primo Ministro (talvolta indicato come Ufficio del Primo Ministro) è l’organo attraverso cui il premier esercita le sue funzioni e competenze.
Nel caso in cui il governo non riesca a far approvare la legge di bilancio alla Camera dei rappresentanti, oppure qualora venga approvata una mozione di sfiducia, il primo ministro è tenuto, per convenzione, a rassegnare immediatamente le dimissioni. In tal caso, la nomina del successore da parte dello Yang di-Pertuan Agong dipenderà dalle circostanze. Gli altri ministri restano in carica a discrezione di Sua Maestà, salvo revoca della nomina su consiglio del primo ministro. Ogni ministro ha facoltà di dimettersi in qualsiasi momento.
In seguito a dimissioni per altre ragioni, a una sconfitta elettorale o alla morte del primo ministro, lo Yang di-Pertuan Agong nomina generalmente come nuovo capo del governo il leader del partito o della coalizione con la maggioranza parlamentare.
La Malesia adotta il sistema elettorale maggioritario secco, per cui il partito o la coalizione che ottiene almeno 112 seggi nella Camera dei rappresentanti ottiene il diritto di formare il governo.

## Poteri
Il potere del primo ministro è soggetto a diverse limitazioni. Qualora venga rimosso dalla guida del proprio partito o nel caso in cui il suo governo perda un voto di sfiducia alla Camera dei rappresentanti, il primo ministro è tenuto a proporre lo scioglimento della camera bassa o a rassegnare le dimissioni. Anche la bocciatura di un disegno di legge sull’approvvigionamento – che riguarda la spesa pubblica – o l’incapacità di far approvare una legislazione rilevante in materia politica equivale, di fatto, a una richiesta di dimissioni del governo o di scioglimento del Parlamento. In questi casi si parla di "perdita di approvvigionamento", poiché un governo privo della possibilità di spendere risorse risulta paralizzato.
Nella pratica, il partito del primo ministro detiene solitamente la maggioranza nella Camera dei rappresentanti e la disciplina di partito in Malesia è notoriamente rigida, rendendo l'approvazione dei provvedimenti governativi perlopiù una formalità.
In base alla Costituzione, tra le principali prerogative del primo ministro vi è quella di consigliare lo Yang di-Pertuan Agong in merito a:
- la nomina dei ministri federali (membri effettivi del gabinetto);
- la nomina dei viceministri federali e dei segretari parlamentari (membri non titolari del gabinetto);
- la nomina di 44 dei 70 senatori del Dewan Negara;
- la convocazione e l'aggiornamento delle sedute del Dewan Rakyat;
- la nomina dei giudici delle corti superiori (ovvero Corti superiori, Corte d'appello e Corte federale);
- la nomina del procuratore generale e del revisore dei conti;
- la nomina dei presidenti e dei membri di varie commissioni, tra cui: la Commissione per i servizi giudiziari e legali, la Commissione elettorale, la Commissione per le forze di polizia, la Commissione per i servizi educativi, il Consiglio nazionale delle finanze e il Consiglio delle forze armate.

L'articolo 39 della Costituzione assegna formalmente il potere esecutivo allo Yang di-Pertuan Agong. Tuttavia, secondo l'articolo 40(1), in quasi tutti i casi Sua Maestà esercita tali poteri su consiglio del Gabinetto o di un ministro che agisce sotto l'autorità generale del Gabinetto. Di conseguenza, nella prassi, l'effettivo potere esecutivo risiede nel primo ministro e nel gabinetto.

### Primo ministro facente funzioni
In occasione di viaggi ufficiali all’estero, il primo ministro può delegare temporaneamente le sue funzioni a un vice. In passato, quando gli spostamenti internazionali richiedevano tempi più lunghi per l’assenza di velivoli a reazione, tali supplenze potevano protrarsi anche per settimane. Tuttavia, in caso di dimissioni improvvise o morte del primo ministro, la decisione sulla nomina di un sostituto ad interim spetta interamente allo Yang di-Pertuan Agong, sovrano della Malesia.

### Primo ministro ad interim
Ai sensi dell'articolo 55(3) della Costituzione della Malesia, la Camera dei rappresentanti, salvo scioglimento anticipato da parte dello Yang di-Pertuan Agong su consiglio del primo ministro, rimane in carica per un periodo massimo di cinque anni a partire dalla data della sua prima seduta.
L'articolo 55(4) della Costituzione prevede che, una volta sciolto il Parlamento, le elezioni generali possano essere rinviate fino a un massimo di 60 giorni dalla data di scioglimento. Inoltre, il nuovo Parlamento deve essere convocato entro un termine massimo di 120 giorni dalla stessa data.
Per convenzione, nel periodo compreso tra lo scioglimento di un Parlamento e la prima riunione di quello successivo, il primo ministro e il suo governo continuano ad esercitare le proprie funzioni in qualità di esecutivo ad interim.